# Peter Wohlleben
Peter Wohlleben (ur. 1964 w Bonn) – niemiecki leśnik, pisarz popularnonaukowy, działacz na rzecz ochrony przyrody i popularyzator wiedzy o lasach i zwierzętach.
Po uzyskaniu tytułu inżyniera leśnictwa na uczelni Hochschule für Forstwirtschaft w Rottenburgu nad Neckarem, w 1987 roku podjął pracę jako leśniczy. W miarę zdobywania wiedzy o lesie, którym się opiekował, rosło jego rozczarowanie nowoczesnymi technologiami, stosowanymi w leśnictwie, z uwagi na powodowane przez nie szkody. W wywiadzie udzielonym w czerwcu 2017 Gazecie Wyborczej stwierdził: „Od 30 lat jestem leśnikiem. Teraz zredukowałem to zajęcie do minimum, żeby się zająć akademią przyrody, w ramach której prowadzę seminaria. Wspieram organizacje pozarządowe. W tej chwili jestem raczej działaczem na rzecz ochrony przyrody niż leśnikiem”. Na co dzień, Peter Wohlleben opiekuje się lasem bukowym (zob. buczyna) w Reńskich Górach Łupkowych, w gminie Hümmel, w Niemczech.
W książce Sekretne życie drzew, wydanej w Polsce w 2016 roku nakładem „Wydawnictwa Otwartego”, opowiada m.in. o naturalnym życiu lasów (zob. m.in. ekologia leśna, typ siedliskowy lasu, struktura ekosystemu) oraz zmianach, jakie w złożonym leśnym ekosystemie wywołują interwencje człowieka (zob. gospodarka leśna, odnowienie lasu).
W 2016 powstał 45-minutowy film dokumentalny Intelligent Trees, w którym przedstawiono wyniki badań Suzanne Simard, profesor ekologii lasu na University of British Columbia, potwierdzające większość obserwacji Wohllebena na temat komunikacji między drzewami.
W styczniu 2020 roku miał premierę pełnometrażowy film dokumentalny Sekretne życie drzew (Das geheime Leben der Bäume), oparty na książce Wohllebena pod tym samym tytułem.

## Wybrane publikacje
- 2015 – Meine kleine Farm (z Miriam Wohlleben)
- 2015 – Das geheime Leben der Bäume – wyd. pol. Sekretne życie drzew (2016) ISBN 978-83-7515-713-0.
- 2016 – Das Seelenleben der Tiere – wyd. pol. Duchowe życie zwierząt (2017) ISBN 978-83-7515-686-7.
- 2017 – Das Geheime Netzwerk der Natur – wyd. pol. Nieznane więzi natury (2017) ISBN 978-83-7515-654-6.
- 2017 – Hörst du wie die Bäume sprechen? – wyd. pol. O czym szumią drzewa? (2018) ISBN 978-83-7515-500-6.
- 2017 – Gebrauchsanweisung für den Wald – wyd. pol. Instrukcja obsługi lasu (2018) ISBN 978-83-7515-493-1.
- 2019 – Das geheime Band zwischen Mensch und Natur – wyd. pol. Dotknij, poczuj, zobacz. Fenomen relacji człowieka z naturą (2019) ISBN 978-83-8135-016-7.